# Moronga
Moronga, rellena, o morcilla és una classe de botifarró sang. Se'n fa a Cuba, Colòmbia, Puerto Rico, a l'Amèrica Central i a la cuina mexicana. Es condimenta amb espècies, herbes (com ruda, orenga, i menta), cebes i pebrines i després es bull en l'intestí gros del porc durant diverses hores. És servit en una salsa, qualsevol "pebre roig" o "pebre verd". Al Mèxic central serveix de farciment de les gorditas i tacos després de ser fregit a la cassola amb vitxo jalapeño i cebes fresques. Aquesta salsitxa és dita "morcilla" en la Península del Yucatán, i és gairebé sempre servida amb altres salsitxes (buche) i una barreja de ceba envinagrada, cilantre, i espècies.
Rep diversos noms, entre els quals: morcilla a l'Argentina, Puerto Rico, Colòmbia, Paraguai, Equador (tambén es diu, en guaraní, mbusia), Costa Rica, Uruguai i Venezuela; també morcilla a l'Urugua, morcilla, morcillona o rellena al Mèxic i Colòmbia; moronga a Costa Rica, Nicaragua, El Salvador, Guatemala, Mèxic i Hondures; prieta a Xile; i relleno o rellenas al Perú i a la regió andina de Colòmbia.